# Манківці
Манковце (словац. Mankovce) — село в окрузі Комарно Нітранського краю Словаччини. Площа села 4,24 км². Станом на 31 грудня 2015 року в селі проживав 541 житель. Протікає річка Странка.

## Історія
Перші згадки про село датуються 1345 роком.

## Населення
| Рік:            | 1994. | 2004.   | 2014.   | 2024.   |
| --------------- | ----- | ------- | ------- | ------- |
| Кількість осіб: | 535   | 539     | 535     | 510     |
| Різниця:        |       | +0,74 % | -0,74 % | -4,67 % |

| Рік:            | 2023. | 2024.   |
| --------------- | ----- | ------- |
| Кількість осіб: | 516   | 510     |
| Різниця:        |       | -1,16 % |